# Ne vous promenez pas dans les bois...
Pour plus de détails, voir Fiche technique et Distribution.
Ne vous promenez pas dans les bois... est un téléfilm d'horreur américain de 2017 réalisé pour la télévision réalisé par Melissa Joan Hart et mettant en vedette Anjelica Huston. Il est adapté du roman de 1976 A Watcher in the Woods de Florence Engel Randall qui avait déjà été adapté au cinéma en 1980 par Walt Disney Pictures sous le nom Les Yeux de la forêt. Il a été diffusé pour la première fois le 21 octobre 2017 sur la chaîne Lifetime.

## Distribution
- Anjelica Huston (VF : Béatrice Delfe) : Mme. Aylwood
- Tallulah Evans (VF : Camille Timmerman) : Jan Carstairs
- Nicholas Galitzine (VF : Tommy Lefort) : Mark Fleming
- Dixie Egerickx (VF : Jaynelia Coadou) : Ellie Carstairs
- Rufus Wright (VF : Yann Sundberg) : Paul Carstairs
- Melanie Gutteridge (VF : Marie Chevalot) : Kate Carstairs
- Benedict Taylor (VF : Edgar Givry) : John Keller
- Melanie Walters (VF : Juliette Poissonnier) : Helen Taylor
- Amelia Jefford (VF : Stéphanie Le Touzic) : Helen Taylor jeune
- Rebecca Acock (VF : Rebecca Benhamour) : Karen Aylwood
- Di Botcher (VF : Josiane Pinson) : Mme. Thayer
- Crisian Emanuel (VF : Sandrine Moaligou) : Mme. Fleming
- Ioan Hefin (VF : Bertrand Dingé) : Tom

 Source et légende : version française (VF) sur RS Doublage

## Accueil
Brian Costello de Common Sense Media a attribué au film deux étoiles sur cinq.  Jessica Shaw de Entertainment Weekly a classé le film un C−.

## Sortie vidéo
Le film est sorti dans la région 1 le 11 septembre 2018.